# Воробей (присілок)
Воробе́й (рос. Воробей) — присілок у складі Юр'янського району Кіровської області, Росія. Входить до складу Івановського сільського поселення.
Населення становить 2 особи (2010).